# Katun (gmina Aleksinac)
Katun (cyr. Катун) – wieś w Serbii, w okręgu niszawskim, w gminie Aleksinac. W 2011 roku liczyła 455 mieszkańców.